# Edmund av Langley

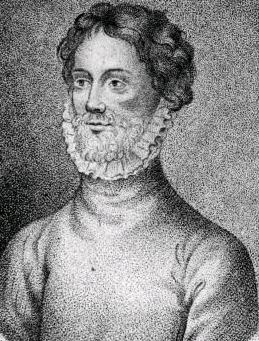
Edmund av Langley

Edmund av Langley, hertig av York, född 5 juni 1341, död 1 augusti 1402 var en av Edvard III:s yngre söner, den fjärde av de söner som överlevde barndomen. Han grundade huset York, men det var genom sonen Rikards äktenskap som York-fraktionen i Rosornas krig gjorde anspråk på tronen. 
Liksom många medeltida prinsar fick Edmund sitt smeknamn från sin födelseplats: Kings Langley i Hertfordshire. Vid 21 års ålder blev han earl av Cambridge. År 1385 blev Edmund hertig av York.
Hans första hustru, Isabella, var dotter till Pedro den grymme av Kastilien. De fick två söner; Edvard (död i strid under slaget vid Agincourt) och Rikard (avrättad för förräderi av Henrik V), och en dotter, Constance (en anmoder till drottning Anne Neville). 
Efter Isabellas död 1392, gifte sig Edmund med kusinbarnet Joan de Holland, (hon var barnbarn till Johanna av Kent; Johanna av Kent och Edmund var båda barnbarn till Edvard II). Langley och Joan fick inga barn. Även om äktenskap inom kungafamiljer var regel, är det intressant att notera att Edmund knöt äktenskapliga band med sin äldre bror Johan av Gent. Edmunds första hustru var syster till Johan av Gents första fru och Edmunds andra fru var syster till Johan av Gents svärdotter. 
Edmund av Langley dog på sin födelseplats och begravdes i mendikantordens kyrka. Hans son Edvard ärvde hertigtiteln.